# Vladimír Slavínský

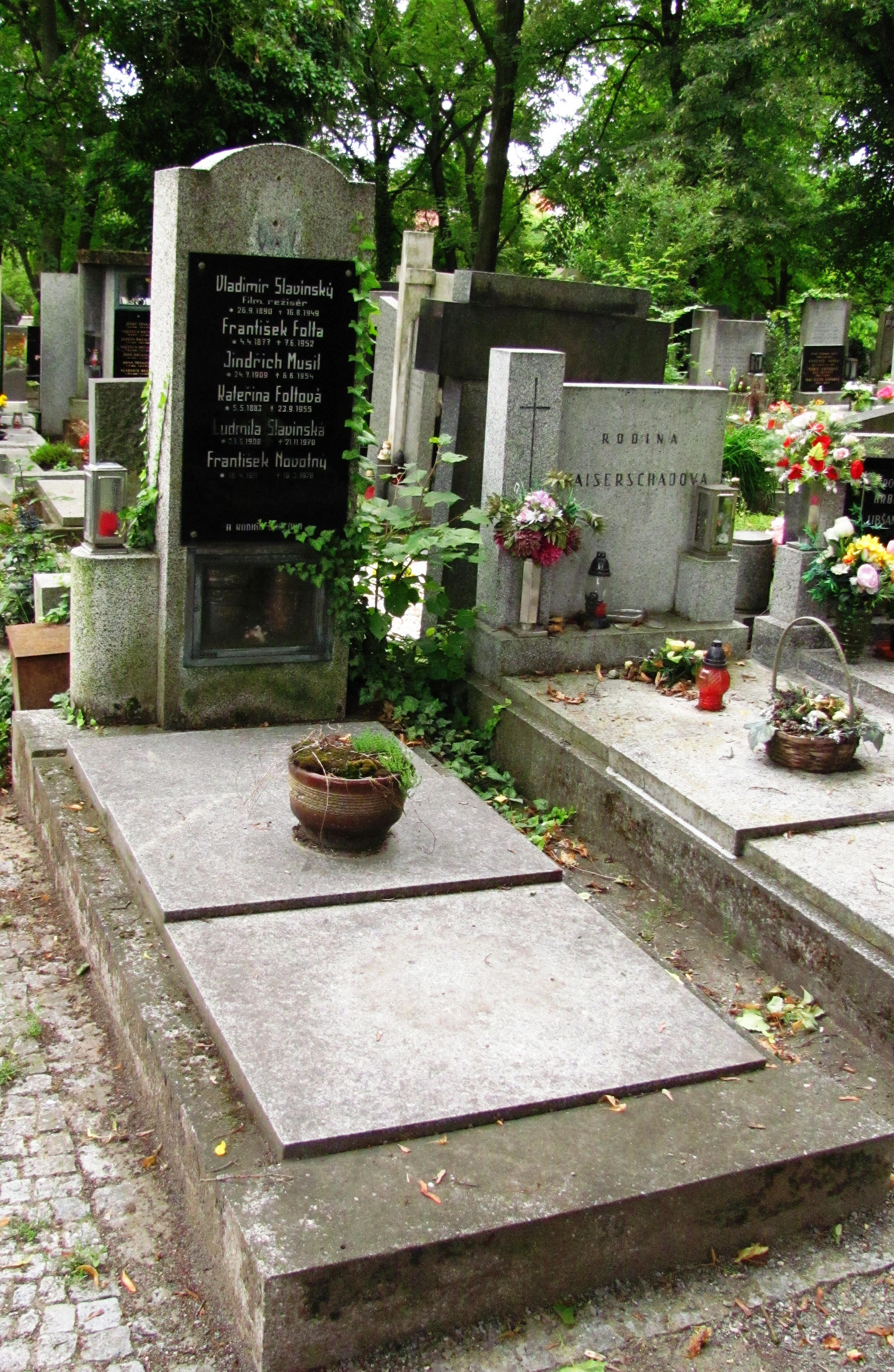
Hrob na Šáreckém hřbitově v Praze

Vladimír Slavínský, vlastním jménem Otakar Vladimír Pitrman, německý pseudonym Otto Pittermann, (26. září 1890, Dolní Štěpanice u Jilemnice – 16. srpna 1949 v Praze) byl český herec, básník, scenárista, režisér a filmový podnikatel, který patří mezi průkopnické osobnosti moderní české kinematografie.

## Život

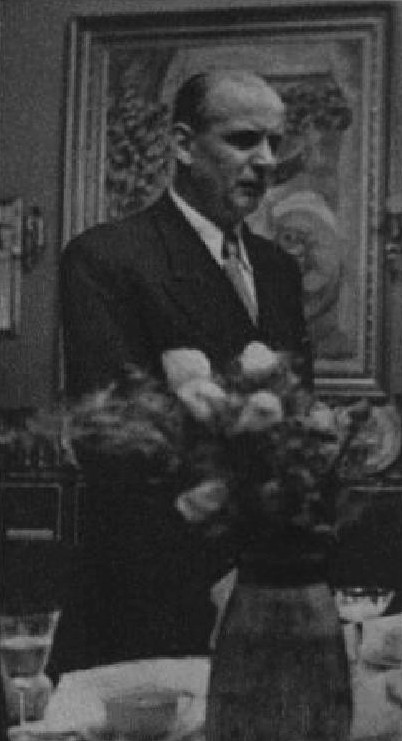
Vladimír Slavínský v pozdnějším věku

Od mládí měl rád literaturu i divadlo. Již v 17 letech odešel z domova ke kočovné herecké společnosti Smolák a Mužný. Kvůli inkognitu si v té době vymyslel i svůj umělecký pseudonym. Hraní jej však nemohlo pořádně uživit, proto se vyučil typografem a pracoval v tiskárně jako sazeč. Divadlo dál hrál po různých jihočeských městech a vystupoval i na poutích. U němého filmu začínal již v roce 1912, kdy napsal své první dva filmové scénáře. Po první světové válce (v roce 1919) společně s Aloisem Jalovcem založil vlastní filmovou společnost POJAFILM (zkratka jmen Pitrman Otakar Jalovec Alois), prvním filmem zde natočeným byla Divoká Maryna.
Téměř ke všem svým filmům si psal své vlastní scénáře a v éře němého filmu také ve filmech často vystupoval jako herec. Ve 30. letech 20. století byl hned po Martinu Fričovi považován za nejúspěšnějšího českého filmového režiséra. V té době točil především levné situační komedie.
Mezi jeho nejhodnotnější snímky patří předválečné filmy natočené podle námětu Olgy Scheinpflugové s Hugo Haasem v hlavní roli Okénko, Madla z cihelny a Její lékař.
Během 2. světové války točil vlastenecky laděné snímky a další komedie. Po 2. světové válce však zájem o jeho tvorbu začal upadat, což jej psychicky poznamenalo. Zemřel v roce 1949 ve věku 58 let. Je pohřben na Šáreckém hřbitově v Praze.
V mládí se věnoval sportu, úspěšně se účastnil mistrovství v řecko-římském zápase a krátce působil v tomto sportu i jako profesionál mj. v Rusku.

## Citát
| „                | Režisér Slavínský se mě ujal přímo s otcovskou péčí, aby ze mne, filmového začátečníka, učinil aspoň něco, co by mohlo pro film přijmouti přísné oko kamery. Režiséru Slavínskému budu vždy velkými díky zavázán za to, že to byl právě on, který mi otevřel dveře k hereckému povolání. | “ |
| — Raoul Schránil | |   |

## Herci vzpomínají na Vladimíra Slavínského
Jaroslav Marvan
- Slavínský snad neznal jediné: oddech. Práce s ním byla proto velmi namáhavá. Byl přísný sám k sobě i k druhým a vyžadoval od svých spolupracovníků včasnou a přesnou přípravu. Nikdy nehazardoval zbytečně s časem a právě proto byl pravděpodobně nejoblíbenějším a podnikateli nejčastěji vyhledávaným režisérem; často však na úkor herců. Vůbec jsem se filmařům nedivil, protože čím méně bylo filmovacích dnů, tím více se snižovaly náklady. Postihlo to však i herecké honoráře. Vladimír Slavínský si vysoce cenil toho, kdo pro něho něco znamenal, ale na druhé straně dovedl zase přímo nenávidět člověka, který mu něco zkazil, nebo který mu provedl nějakou taškařici. [4]